# Jerome Anderson
Jerome „Jay” Anderson (ur. 9 października 1953 w Mullens, zm. 1 sierpnia 2009 w Helsingborg) – amerykański koszykarz, występujący na pozycji rzucającego obrońcy, mistrz NBA z 1976.

## Osiągnięcia
NBA
- Mistrz NBA (1976)[1]